# Rourea minor
Dây khế cánh nhọn, dây lửa cánh hoa nhọn, độc chó, óc chó, tróc cẩu, dây độc (tại Hòn Tre), danh (tại Bảo Lộc) hay hồng diệp đằng (红叶藤) (danh pháp khoa học: Rourea minor) là một loài thực vật có hoa trong họ Connaraceae. Loài này được Joseph Gaertner miêu tả khoa học đầu tiên năm 1788 dưới danh pháp Aegiceras minus. Năm 1931 Arthur Hugh Garfit Alston chuyển nó sang chi Rourea.

## Mô tả
Dây leo thân gỗ hoặc cây bụi leo hay cây gỗ nhỏ, cao đến 25 m, đường kính thân cây tới 15 cm. Các cành nhỏ màu nâu sẫm, thon búp măng, nhẵn nhụi hoặc có lông tơ thưa thớt khi còn non, thường với lớp li e (bần) giữa các lớp xylem. Lá thường xanh, kép lông chim lẻ, hiếm khi 1 lá chét; cuống lá 2–9 cm, trục lá 0–17 cm, cuống lá chét 1–4 mm, tất cả đều nhẵn nhụi; lá chét 1-11(19), tại châu Á thường là 1 đôi; phiến lá chét hình trứng hoặc hình elip đến hình mũi mác, 3-12 × 2–5 cm (lá chét tận cùng hình trứng hay elip thuôn dài và to hơn), dạng giấy hay dai bóng như da mỏng, nhẵn nhụi và mượt trên cả hai mặt, thường có lớp sáp che phủ mặt dưới, các gân bên 5-10 đôi, nói lại gần mép lá, gân giữa và gân mắt lưới nổi rõ phía xa trục, đáy hình nêm rộng tới thuôn tròn, đều cạnh hoặc hơi xiên, mép nguyên, đỉnh nhọn tới nhọn hoắt, chiều dài phần nhọn tới 2,5 cm, không có mấu nhọn. Cụm hoa mọc ở nách lá hoặc giả đầu cành, hình chùy lỏng lẻo hoặc tựa như cành hoa với 1-6 trục, 3–9 cm, nhiều hoa, trục trung tâm dài hơn nhiều so với các trục khác; trục xim và cuống hoa nhẵn nhụi. Cuống hoa trên khớp nối dài 3–7 mm. Hoa đường kính khoảng 1 cm, có hương thơm. Lá đài hình trứng, 1,5-4 × 1-3,5 mm (rộng hơn dài), mép có lông rung ở đỉnh, chỗ khác nhẵn nhụi. Cánh hoa màu trắng hoặc vàng, hình elip dài, 4-8 × 1–4 mm, thường chụm lại ở phần sát gốc, nhẵn nhụi, có sọc theo chiều dọc, xếp lợp trong chồi, đỉnh thuôn tròn. Nhị hoa 2–6 mm, gồm 2 loại: nhị dài 3,5–6 mm, nhị ngắn 2,5-4,5 mm. Bao phấn hình tim ngược. Lá noãn rời, khoảng 4 mm, nhẵn nhụi. Vòi nhụy có lông thưa hoặc nhẵn nhụi. Bầu nhụy có lông thưa thớt phía gần trục. Quả đại 1 mỗi hoa, hiếm khi nhiều hơn, màu xanh lục sẫm, chuyển thành màu đen khi khô, hình elipxoit xiên, hơi cong, 1,0-2,5 × 0,5-1,5 cm, có sọc nhỏ mịn theo chiều dọc, mở dọc theo đường ráp phía gần trục hoặc đường vòng nhiều hay ít gần gốc, với đài hoa bền ở quả, kích thước khoảng 4 × 3 mm (rộng hơn dài), đỉnh nhọn. Hạt màu đỏ, hình elipxoit hay hình trứng với đỉnh nhọn, 1,5-2 × 0,6–1 cm, gốc được bao phủ bởi lớp áo hạt dạng màng hay mọng thịt; áo hạt mọng thịt về cơ bản rời với các phần khác của hạt, che phủ phần mỏng của vỏ hạt gần như hoàn toàn. Rễ mầm ở gần đỉnh. Ra hoa tháng 4-10, tạo quả tháng 5-3 năm sau. Cây non mọc dưới mặt đất; hai lá đầu tiên mọc đối.

## Phân bố
Loài này có tại vùng nhiệt đới Cựu Thế giới. Các quốc gia và vùng lãnh thổ có mặt bao gồm:
- Châu Á: Ấn Độ (gồm cả quần đảo Andaman và Nicobar), Bangladesh, Campuchia, Đài Loan, Indonesia (Java, Sumatra, Tiểu Sunda), Lào, Malaysia, Myanmar, Nepal, Philippines, Sri Lanka, Thái Lan, Trung Quốc (Quảng Đông, Quảng Tây, Vân Nam), Việt Nam
- Các quốc gia đảo trên Thái Bình Dương: Fiji, New Caledonia, Papua New Guinea, Niue, Samoa, quần đảo Solomon, Tonga, Vanuatu, quần đảo Wallis và Futuna.
- Châu Phi: Angola, Benin, Bờ Biển Ngà, Burkina Faso, Burundi, Cameroon, Congo, Cộng hòa Dân chủ Congo, Cộng hòa Trung Phi, Gabon, Ghana, Guinea, Guinea-Bissau, Kenya, Liberia, Madagascar, Mali, Nigeria, Senegal, Sierra Leone, Sudan, Tanzania, Togo, Uganda, Zambia.

## Môi trường sống
Rừng hỗn hợp rậm rạp, rừng tre, bụi cây, đồi núi, rừng mưa, trảng cỏ; ở châu Á ở cao độ dưới 800 m, tại châu Phi đến cao độ 1.500 m.